# カービン
カービン（Carbine）とは本来、歩兵用小銃より銃身が短い騎兵用小銃のことだが、今日では単に全長を概ね80cm以下にした短めの銃のことを指す。日本語では騎兵銃、騎銃等と訳される。

## 概要

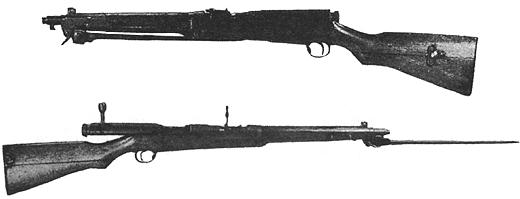
四四式騎銃、日本のカービン

本来のカービンとは、馬上での取り回しを考慮し、短縮軽量化の上で背負いやすいように、吊り環の位置を変更するなどした小銃であった。また、ボルトアクション式カービンでは、ボルトハンドルが他の装具に引っかかりにくいように下方に屈曲させ、閉鎖状態で銃の側面に密着するようにしたものも多かった。
小銃に比べて小型軽量化されたカービンは取り回しが良く、場所をとらないという利点がある一方、射撃時の反動・マズルブラスト・発射音が激しくなり、肝心の命中精度が低下するという欠点が生じ、銃自体の寿命も短くなるとされた。
現在ではおおむね「小型のライフル」を意味する分類で、小銃を持たない下級将校や車両乗員、空挺部隊などの装備に制限のある特殊部隊、市街戦や森林戦など至近距離での戦闘が想定される地域の兵士などに装備されている。
日本の防衛省では、Carbineの英単語に対応する語として「騎銃」を当て、「小銃の一種で、歩兵銃に比べて銃身長が短い銃」と定義している。

## 歴史

### 19世紀まで

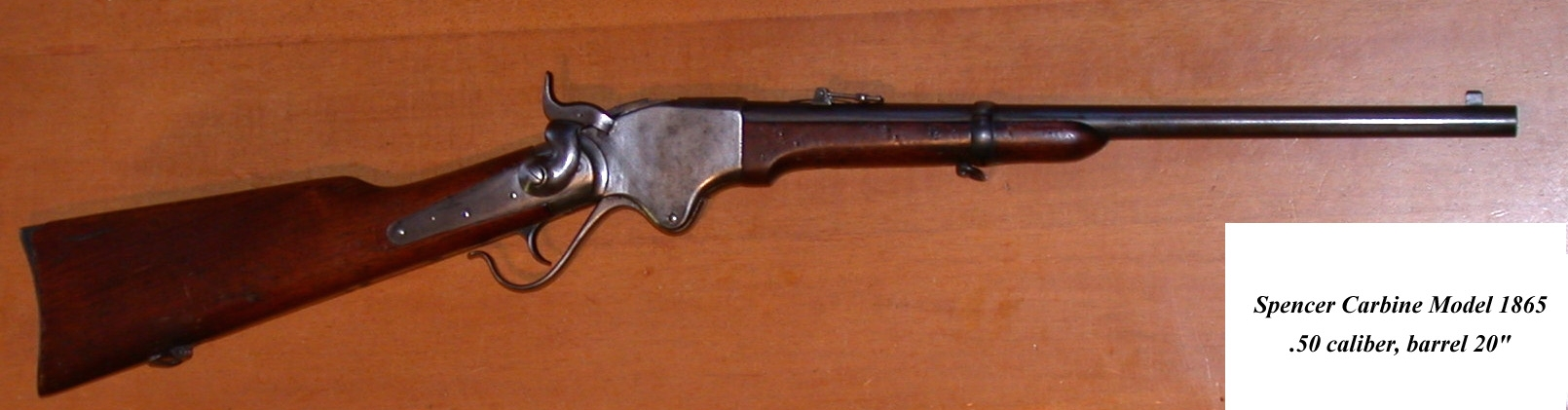
M1865 スペンサー・カービン

カービンという単語は古フランス語のCarabinier（騎兵隊。イタリアのカラビニエリの語源でもある）に由来するとされ、多くはサーベルより短く、騎馬した時に手足の邪魔にならないことが要求された。大抵のカービンは短い銃身による低い銃弾初速のため、マスケット銃に比べて威力と命中精度で劣っていた。このうち、初速については無煙火薬の開発でいくらか改善された。実際に騎兵が使用することは少なかったものの、命中精度や威力より携帯性を重視するものに広く使われることとなる。
19世紀の間、多くのカービンはしばしば歩兵銃と別に開発された。弾薬の共有すら考慮されなかった為、時に補給面の問題を引き起こした。その解決は南北戦争中に北軍が開発したスペンサー銃に見られる。この7連発レバーアクションライフルのカービンモデルは、小銃の基本設計をそのままに短銃身軽量化を図ったものだった。JPモルガンは北軍のヴァージニア山岳義勇部隊に旧式のカービン銃5千丁を転売する際に融資した。
19世紀後半になると、多くの国で小銃の派生型として同じ弾薬を使用するカービンモデルを設計する事が一般的になる。ウィンチェスター・レバーアクション・カービンはその中でも最も人気が高かった。これはカウボーイや探検家の理想に適うもので、彼らが携帯するリボルバー式拳銃と同じ銃弾を使用した。

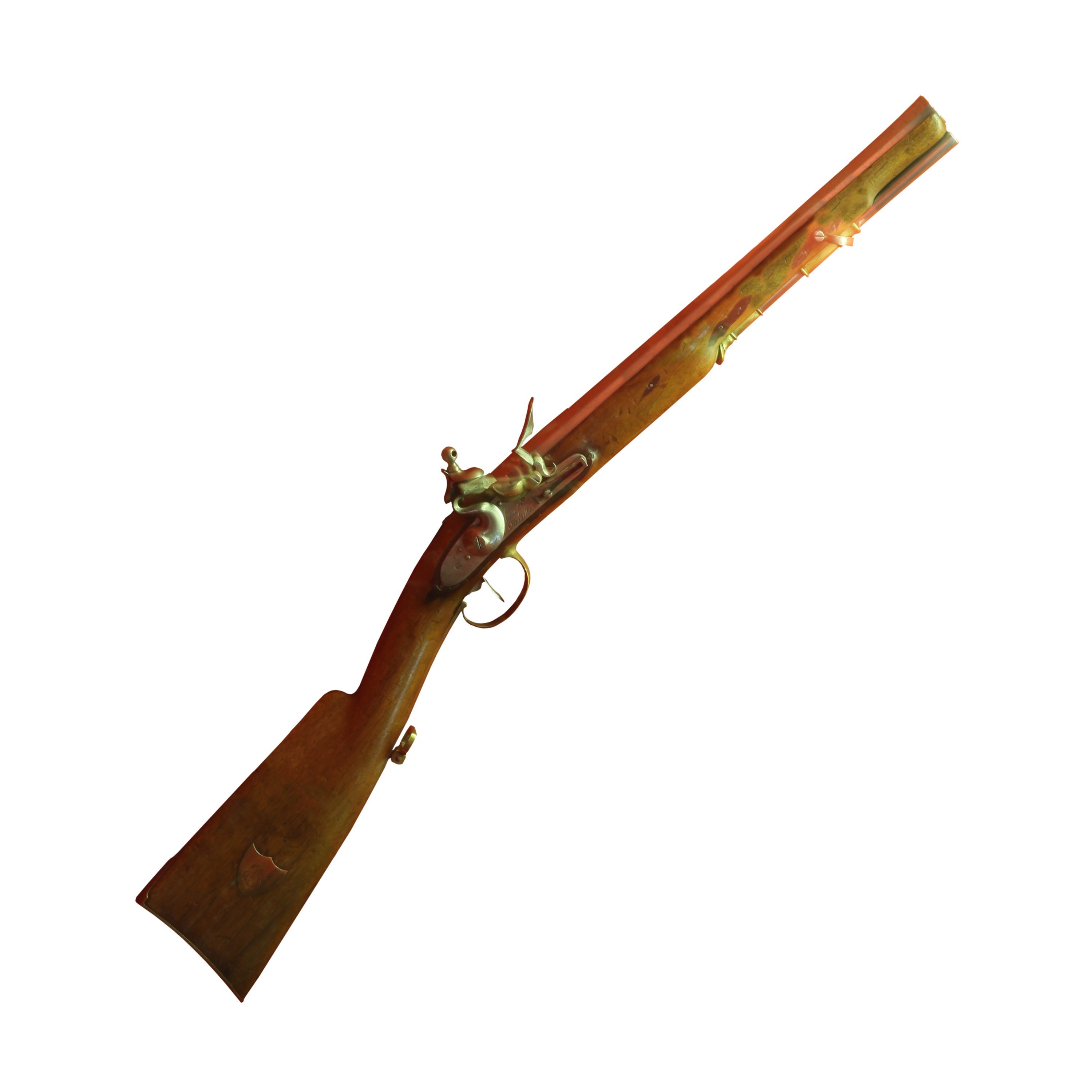
M1793カービン。フランス革命戦争頃に使用された。
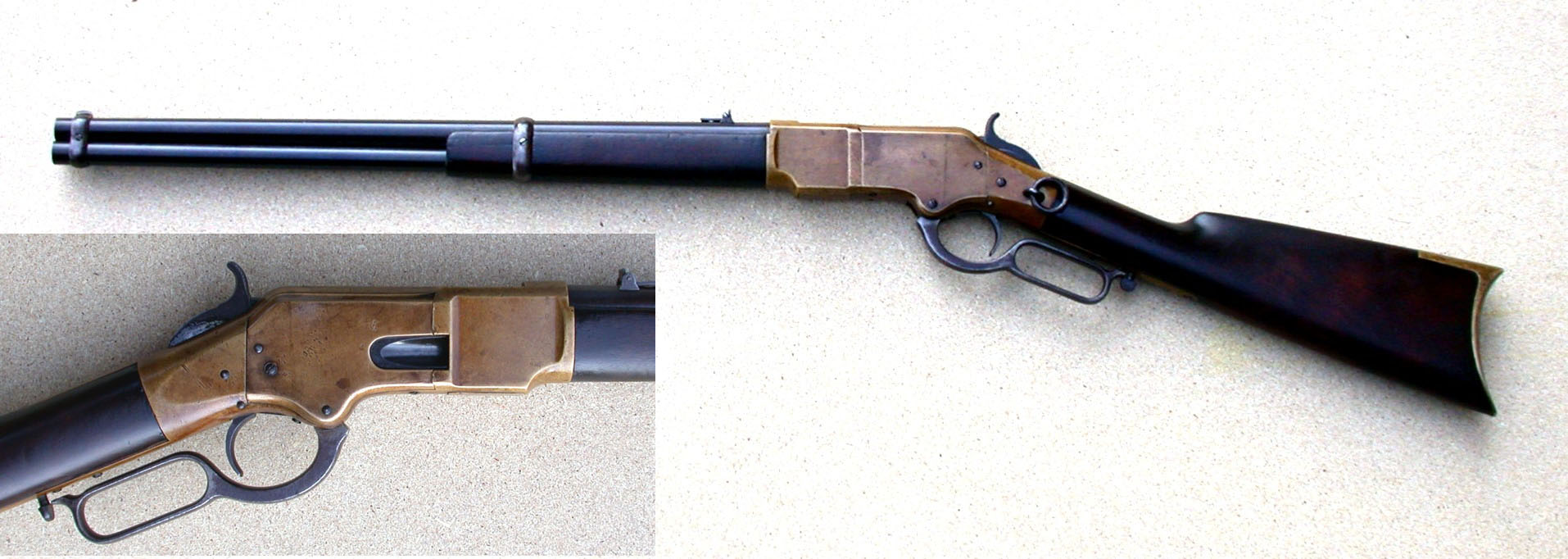
ウィンチェスター・レバーアクション・カービン M1866
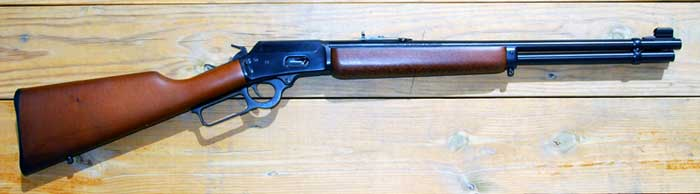
マーリンM1894

### 第一次世界大戦から第二次世界大戦

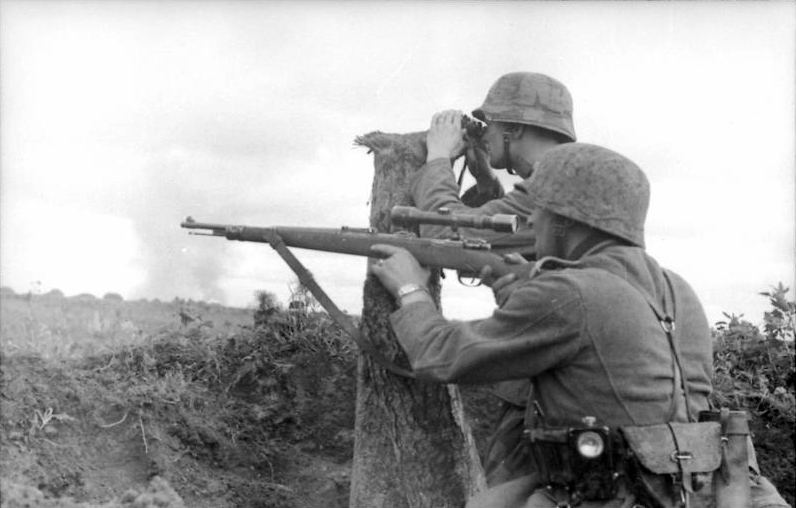
ドイツ国防軍の狙撃兵。Kar98kを使用している。

第一次世界大戦から戦間期にかけて、いくつかの国では制式小銃を従来のカービンに相当するより短いものへと更新していった。代表的な例として、ドイツ国防軍制式小銃Kar98kがある。Kar98kはKarabiner98k、即ち1898年式短型騎兵銃を意味する。Kar98kは元々第一次世界大戦当時、ドイツ帝国軍の制式小銃だったGewehr 98（1898年式小銃）のカービンモデルで、銃身長は740mmから600mmまで短縮されていた。ドイツ国防軍の基本歩兵戦術は汎用機関銃MG34を歩兵分隊の主戦火力と定め、小銃兵の任務は機関銃兵の援護であった。この為、射程や精度の欠点は概ね容認されていたのである。
そのほか、ロシア製モシン・ナガンM1891小銃は800mmの銃身を備えていたが、1930年には730mmに短縮した改良型のM1891/30が設計され、1939年にはさらに510mmまで短縮したM1938が設計された。大日本帝国では三八式歩兵銃を更新するに当り、従来の騎兵銃（銃身長419mm）と歩兵銃（銃身長797mm）の中間に当る657mmの銃身長を備えた九九式短小銃を採用した。
また、イギリスではジャングル・カービンと呼ばれるリー・エンフィールド小銃の派生型が開発された。これは標準より10cm短い短銃身、フラッシュハイダー、ゴムの肩当てを備え、軽量化されたものである。第二次世界大戦末期、No.5 Mk1として制式に採用されたが、本格的に運用されたのは朝鮮戦争、マウマウ団の乱、マレー危機など戦後になってからであった。

#### 短機関銃

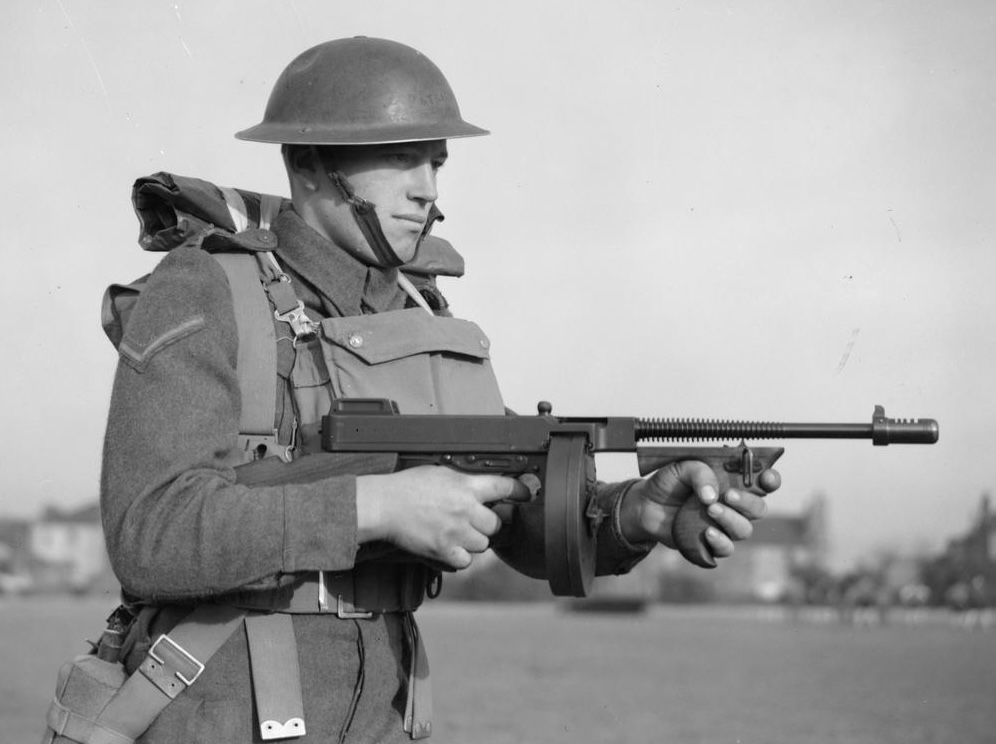
アメリカ製のトンプソン

戦間期から第二次世界大戦にかけて、各国で短機関銃が発展した。これは小銃より小型かつ軽量で拳銃弾を用いる銃器で、設計思想的にはカービンのそれと共通する部分があり、実際の運用でもカービンが担っていた役割を兼ねることが多かった。また今日では短機関銃を指す英単語は"Submachine Gun"(サブマシンガン)が一般的であるが、第二次世界大戦初期のイギリスでは"Machine Carbine"(マシンカービン)と呼称していた。

#### M1カービン

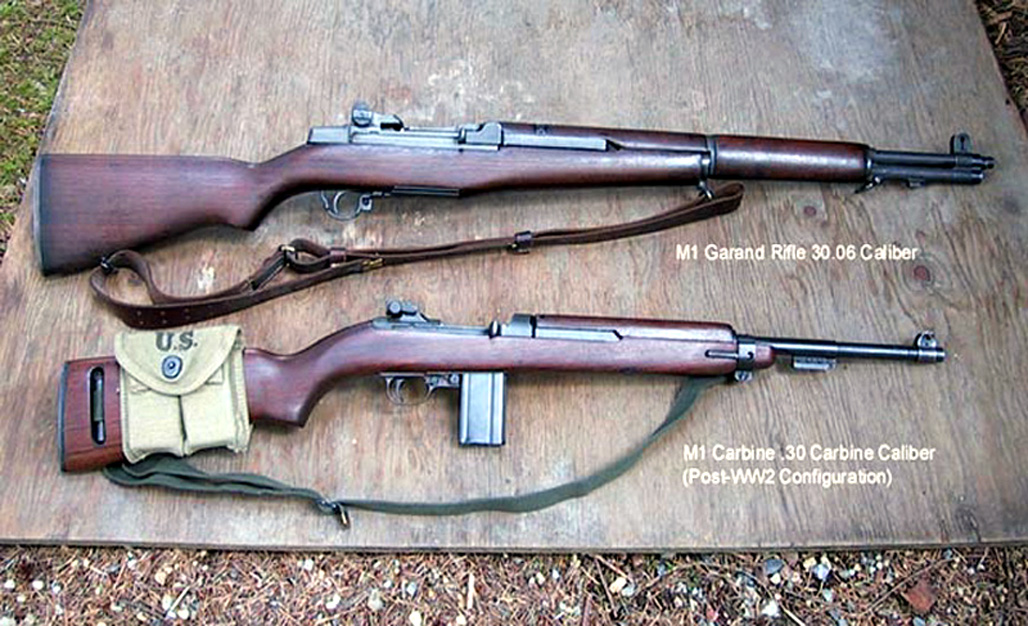
歩兵用小銃M1ガーランドとM1カービンの比較

1941年、アメリカ軍は「下級将校や後方要員の自衛火器」という位置づけで、拳銃弾以上小銃弾未満の威力と射程を備えた新型弾薬.30カービン弾を使う小型自動小銃をM1カービンという呼称で採用した。この銃は当時の制式小銃M1ガーランドの短縮型ではなく、まったく新しい設計だった。新型銃弾を使う新型設計という点で、M1カービンは19世紀のカービンにより近い意味合いを持っていた。
1945年末には、フルオート射撃とセミオート射撃を切り替えられるセレクティブ・ファイア機能を備える改良型、M2カービンが採用された。しかし、M1カービンとM2カービンの製造比率は10:1で、第二次世界大戦中には僅かしか使用されなかった。

#### StG44

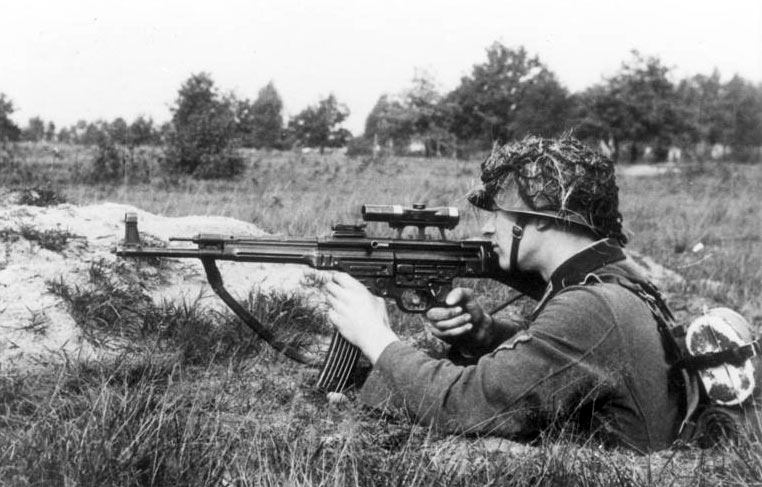
StG44を使用するドイツ国防軍の兵士

第二次世界大戦末期の1944年、ナチス・ドイツでSturmgewehr 44（略称:StG44）すなわち44年式突撃銃と呼ばれる、セレクティブ・ファイア機能を備えた小型自動小銃が開発された。
当初はKar98kと同様の7.92mmx57mm弾(8mmモーゼル弾)を使用する自動小銃の一つとして開発されていたが、8mmモーゼル弾では反動が強すぎてフルオート射撃時の制御が極めて難しかった。その為、7.92x33mm弾（8mm短小弾）なる新型弾薬が考案されたのである。これは.30カービン弾と同様、およそ拳銃と小銃の中間に当る威力と射程を備えていた。
なお、Sturmgewehrという呼称はアドルフ・ヒトラー自身が考案したもので、後にAssault Rifle（アサルトライフル）と英訳されStG44と同種の武器を表す言葉として広く用いられるものとなった。

### 第二次世界大戦後
第二次世界大戦の教訓から各国は歩兵用銃器の選定基準を徐々に変えていった。第一次世界大戦までの戦争は塹壕と戦列を整えた歩兵によって戦われたが、第二次世界大戦はこれに比べると非常に流動的で、市街地や密林など機動性と視界が極めて制限された場所での戦闘が多発した。さらに銃撃戦はおおむね300m未満の距離でほんの短時間に行われ、この種の戦闘では従来の高い火力と高い命中精度を備えたライフルを必要としなかった。これらの点を考慮すると、「低威力かつ短銃身で軽量な自動小銃」、即ち短機関銃とカービン双方の長所を備えた銃器が必要とされたのである。
大戦中のStG44やM2カービンなどの自動式カービンは、遭遇戦で特に成果を残した。とっさの反応でも構えやすく、反動も軽減されており、短い戦闘の間により多くの銃弾を敵へ向けて発砲できたのである。また、弾薬自体も軽量で兵士一人当たりの携行弾数も大幅に増えた。フルオート射撃も重視された特徴である。これは概ね3発から5発のバースト射撃によって、移動標的に被弾させる確率を向上するものだった。このような自動式カービンは、やがてアサルトライフルと呼ばれる小型自動小銃へと繋がってゆく。

## 現代のカービン

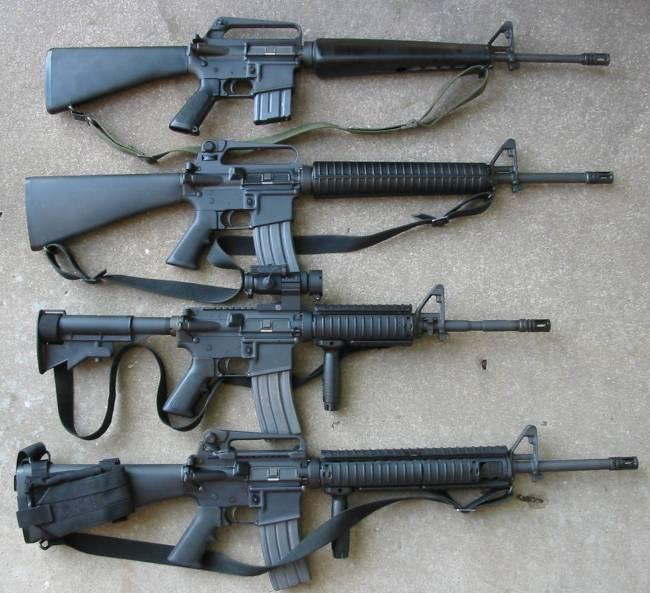
M16シリーズ。上からM16A1、M16A2、M4、M16A4
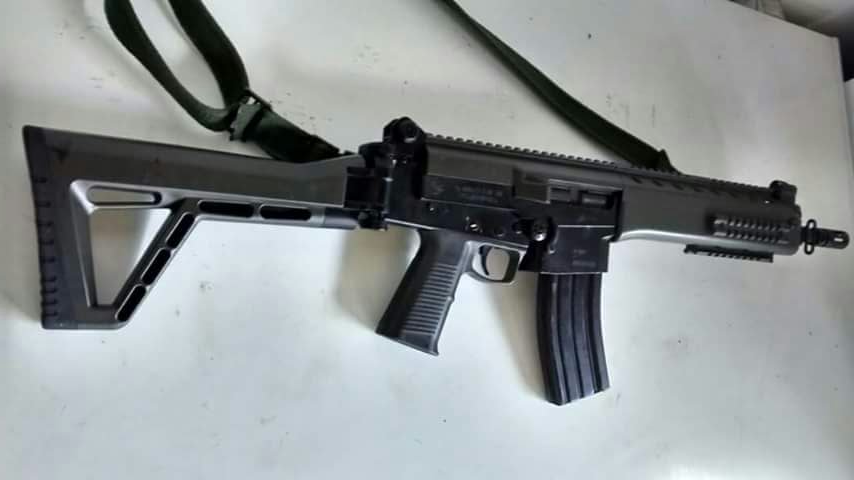
en:IMBEL IA2（バレルレングスはM4と同等の350±15mm）
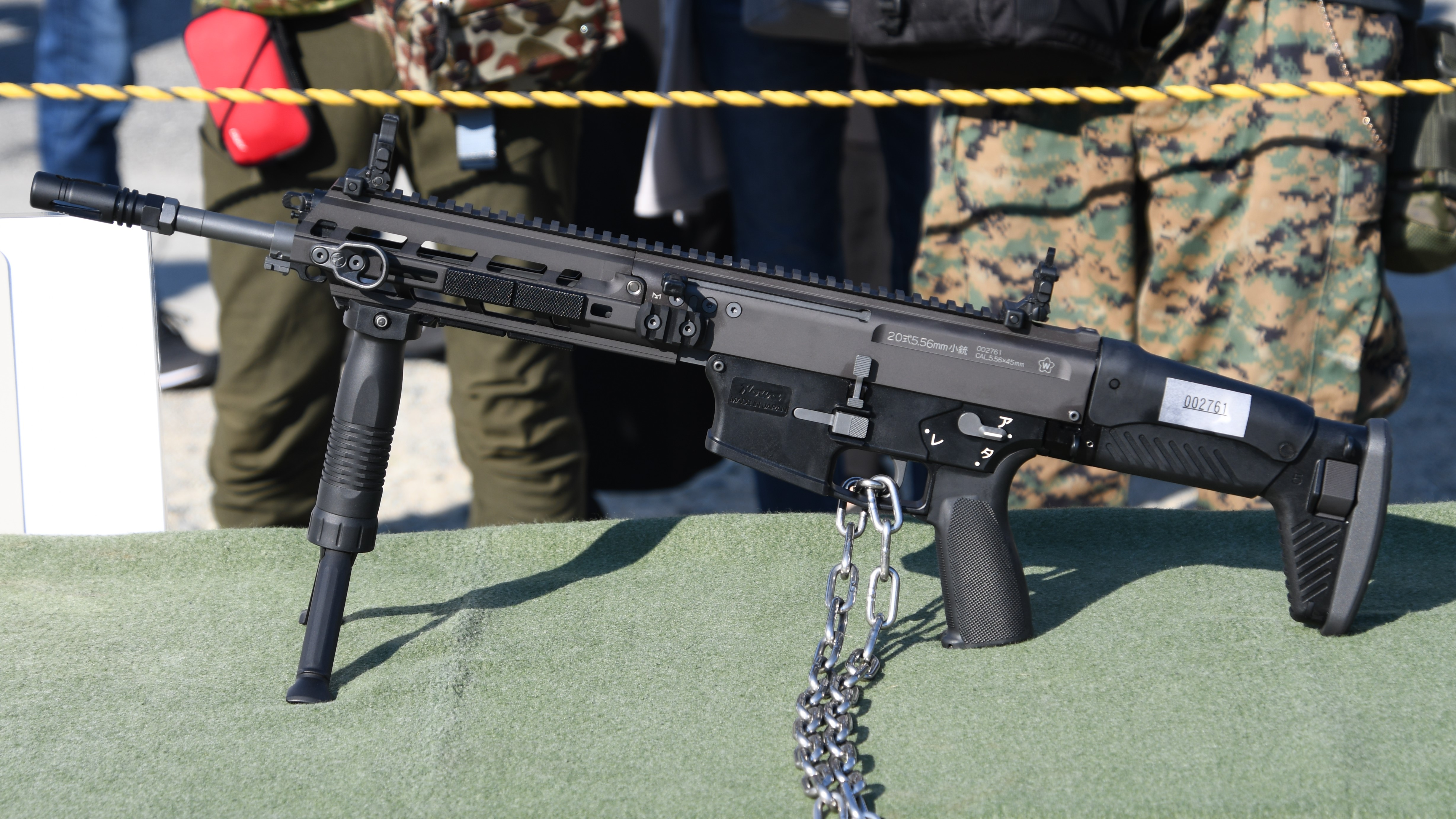
20式小銃（バレルレングスはM4よりコンパクトな330mm）

現在、大抵の国で制式小銃はアサルトライフルであり、アサルトライフルをより短縮した派生型をアサルトカービンやカービンモデルなどと呼称する。
アメリカ軍、中華民国国軍、チリ陸軍、ポルトガル陸軍、ベルギー陸上構成部隊、チェコ陸軍、デンマーク陸軍、ニュージーランド陸軍、エストニア陸軍、フランス陸軍、ノルウェー陸軍、スウェーデン陸軍、陸上自衛隊、フィリピン陸軍、ジョージア陸軍、イタリア陸軍はアサルトカービンを標準装備している。
また世界各国の特殊部隊でも必ずと言っても良いほどにアサルトカービンが配備されており、車両乗員などが個人防衛火器(PDW)として装備している事も多い。

### M4カービン
1997年、アメリカ軍は主力小銃M16A2アサルトライフルのカービンモデルであるコルト・コマンドーを改良し、M4カービンとして採用した。M4カービンは現代における代表的なカービンであり、取り回しの良さから近接戦闘や特殊作戦用の銃器として世界中の軍・警察で使用されている。
1998年、アメリカ陸軍ではM16A2アサルトライフルの後継装備としてM4カービンが選定され、現在では一般の兵士を含むほとんどの部隊でM16A2ライフルをM4カービンへ更新したとされる。

一方、多くの軍隊では同種のアサルトカービンのような軽量小銃の標準化に対して反発が起きており、そのような国では大抵の一般部隊は通常のアサルトライフルを装備している。さらに彼らに加えて、旧来型の大口径・長射程・高威力の小銃(いわゆるバトルライフル)を装備した選抜射手と呼ばれる、アサルトライフル・アサルトカービンとスナイパーライフルのギャップを埋めるような兵士を配置することもある。

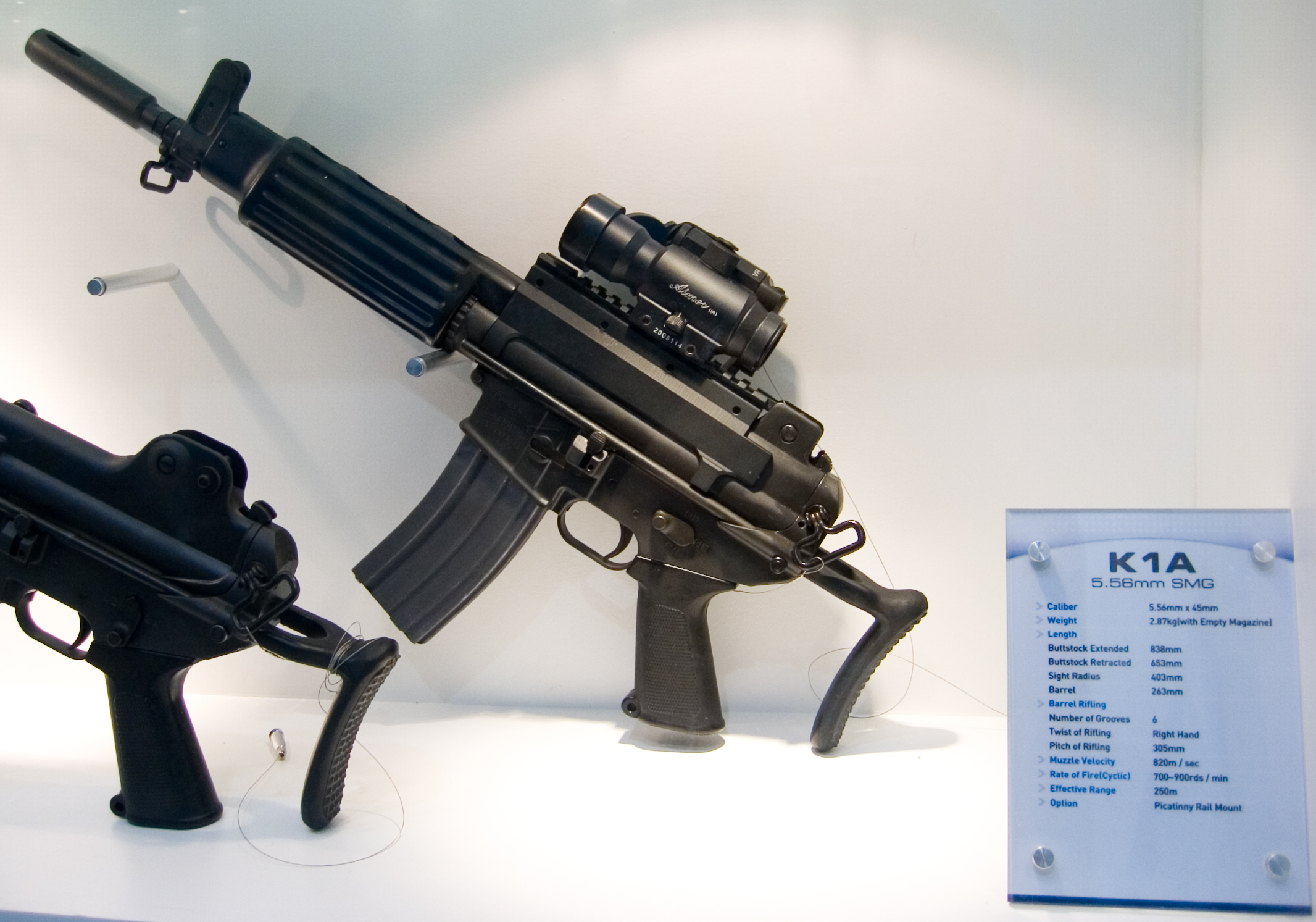
韓国製のK1カービン
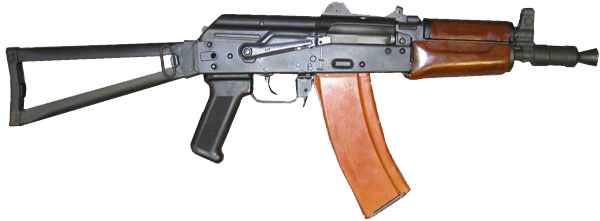
ロシア製のAKS-74Uカービン
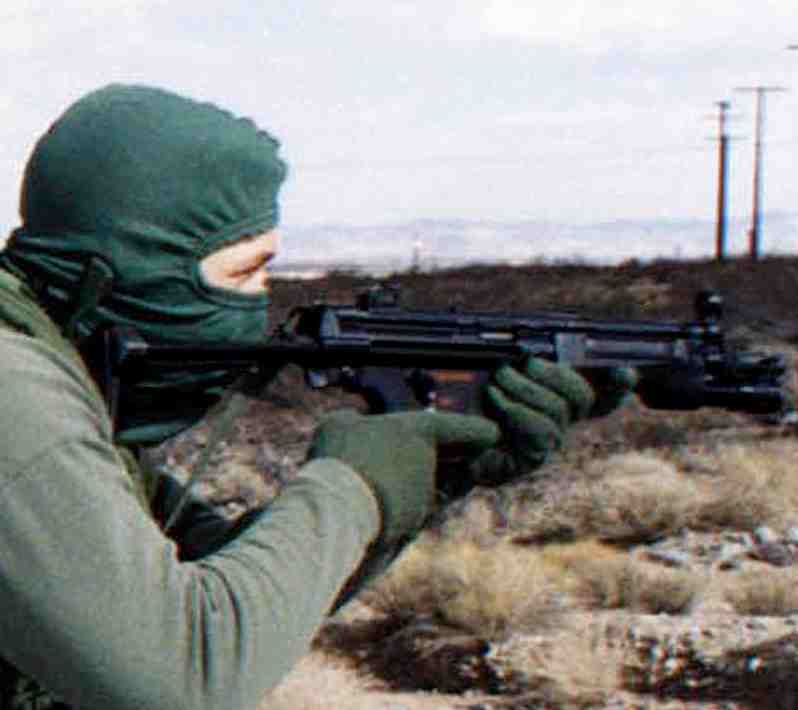
ドイツ製のHK53カービン
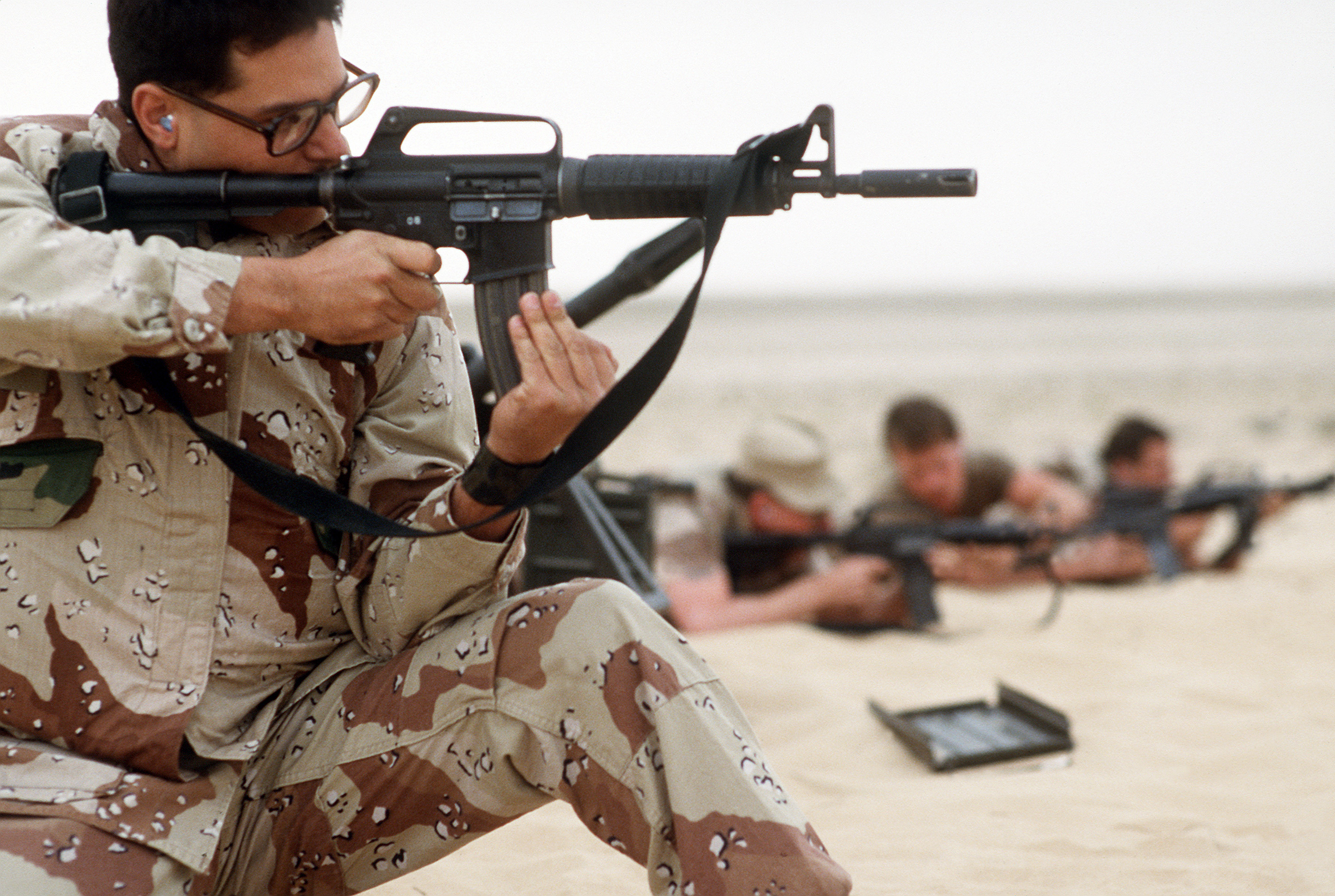
アメリカ製のコルト・コマンドー

## ピストルカービン
カービンの一種として拳銃弾を使用するものがあり、これらはピストルカービン(Pistol Carbine)、またはPistol-Caliber Carbineの略称からPCCと呼称される。金属製薬莢が普及し始めると、ピストルカービンは真っ先に登場した。これらは当時人気だったリボルバー式拳銃と同じ弾薬を使用する"仲間"(companions)として、より高い初速と射撃精度を実現するべく開発された。西部開拓時代にはカウボーイや保安官によって広く使われ、.44-40弾あるいは.38-40弾を使用するウィンチェスターレバーアクションカービンとコルトリボルバーの組み合わせが最も良く見られた。
20世紀になると、より強力なリボルバー用銃弾が開発され、ウィンチェスター社やマーリン社では.38スペシャル/.357マグナム弾及び.44スペシャル/.44マグナム弾を使用するレバーアクションカービンを開発した。また、特殊な例としてはデ・リーズル カービンがある。この銃は特殊作戦用に開発されたもので、.45ACP弾を使用する。
現代にも同種のカービンは存在し、スターム・ルガー社のルガー・ポリス・カービン(採用中止)は同社の拳銃用弾倉を使用する。同様にマーリン社のキャンプ・カービン(採用中止)ではM1911拳銃の弾倉を使用している。ベレッタ社のベレッタCx4はベレッタPx4拳銃と相補的に運用することを見越しており、各種のベレッタ拳銃と弾倉を共有出来るように設計されている。ハイポイント社の995カービンは同社のC-9拳銃と弾倉を共有し、またアメリカ国内における最も安価なカービンの一つでもある。その他、ケルテック社(Kel-Tec)のSUB-2000シリーズは、グロック、ベレッタ、スミス&ウェッソンなどの9mm或いは.40S&W弾を使用する拳銃をカービン化したものである。このような製品から、近年になって拳銃と弾薬を共有するコンパニオン・カービン(companion carbines)の需要は高まっていると見られる。
ピストルカービンの主な利点は、銃床や長銃身の為に発砲炎や反動が抑制され、高初速と高エネルギー及びそれに伴う殺傷力や貫通力が期待できる点である。またピストルカービンは銃声も小さく、屋内のような閉所で発砲したとしても聴覚に異常を来し難いとされる。一方で.223弾や7.62x39弾を用いる通常のライフルあるいはカービンと比べて、ピストルカービンは有効射程が短く弾道も不安定で、威力も劣る。さらに、とくに軍事用途としては、小銃弾とは別に拳銃弾を多量に用意せねばならないため運用上の不便や兵站への負担が大きくなるというデメリットもある。

### 拳銃の派生型としてのピストルカービン

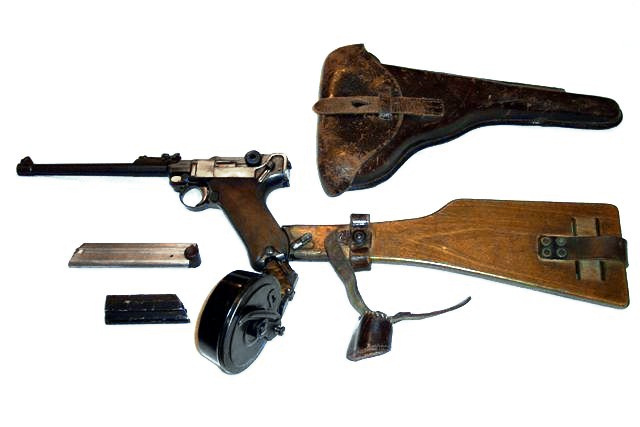
ルガーP08アーティラリ・モデル

20世紀初頭、銃床や長銃身を取り付けられる拳銃が何種類か設計された。これらはしばしばカービンの役割を代用した。例えばルガーP08には、アーティラリ・モデル(砲兵型)と呼ばれる派生型がある。これは長銃身とタンジェント・サイト、及び木製銃床を備えたもので、しばしばMP18と共有出来る32連発弾倉が装填された。
モーゼルC96は標準的にタンジェント・サイトを備えており、木製銃床を装着することが可能であった。フルオート射撃が可能な改良型M712が、第二次世界大戦中のドイツ空軍降下猟兵や武装親衛隊によって短機関銃あるいはカービンの代用品として使用された。その他、ブローニングHPや南部大型自動拳銃大型(甲)なども木製銃床を取り付けるなどしてピストルカービン化することが可能であった。
近年ではM1911やグロック向けに、ブローバック動作をボルト動作に変換し、長銃身と銃床を取り付けるカービン化キットが市場に登場している。これを取り付けると本来の装弾機構とトリガーメカニズムを利用したカービン銃となるのである。

### 短機関銃の派生型としてのピストルカービン
短機関銃のうち、フルオート射撃機能を廃して銃身を延長するなどしたモデルもまた、ピストルカービンと呼ばれる事がある。これはアメリカにおけるアサルト・ウエポン規制法など銃の所持・使用を規制する法律に従ったもので、民生用カービンとして市販されたり、警察などの公機関で使用される。
H&K MP5シリーズの民生用カービンHK94は、銃身長とセレクタが2段式(セミオート、セーフティのみ)になっている点を除いて、MP5との外見上の差はほとんど無い。